# 펜실베이니아 대학교 법학대학원
펜실베이니아 대학교 로스쿨(University of Pennsylvania Law School, Penn Law 펜실베이니아 대학교 로스쿨[*])은 미국 펜실베이니아 대학교의 법학전문대학원(law school)이다. 아이비리그 대학 로스쿨이며 최상위권 명문 로스쿨이다. 1850년에 설립되었으며 3년 J.D.(법무박사), 1년 LL.M.(법학석사), 1년 LL.C.M.(비교법학석사), J.S.D.(법률과학박사) 학위를 수여한다.
J.D. 학위과정은 2021-2022 입시기간에 8,409명의 지원을 받았고 이중 301명이 2021년 가을에 입학했다. 신입생들의 LSAT 점수 25th/75th 퍼센타일은 167/173, 중간값은 171점이었으며 학부 GPA 25th/75th 퍼센타일은 3.56/3.96, 중간값은 3.90였다.

## 출신 인사

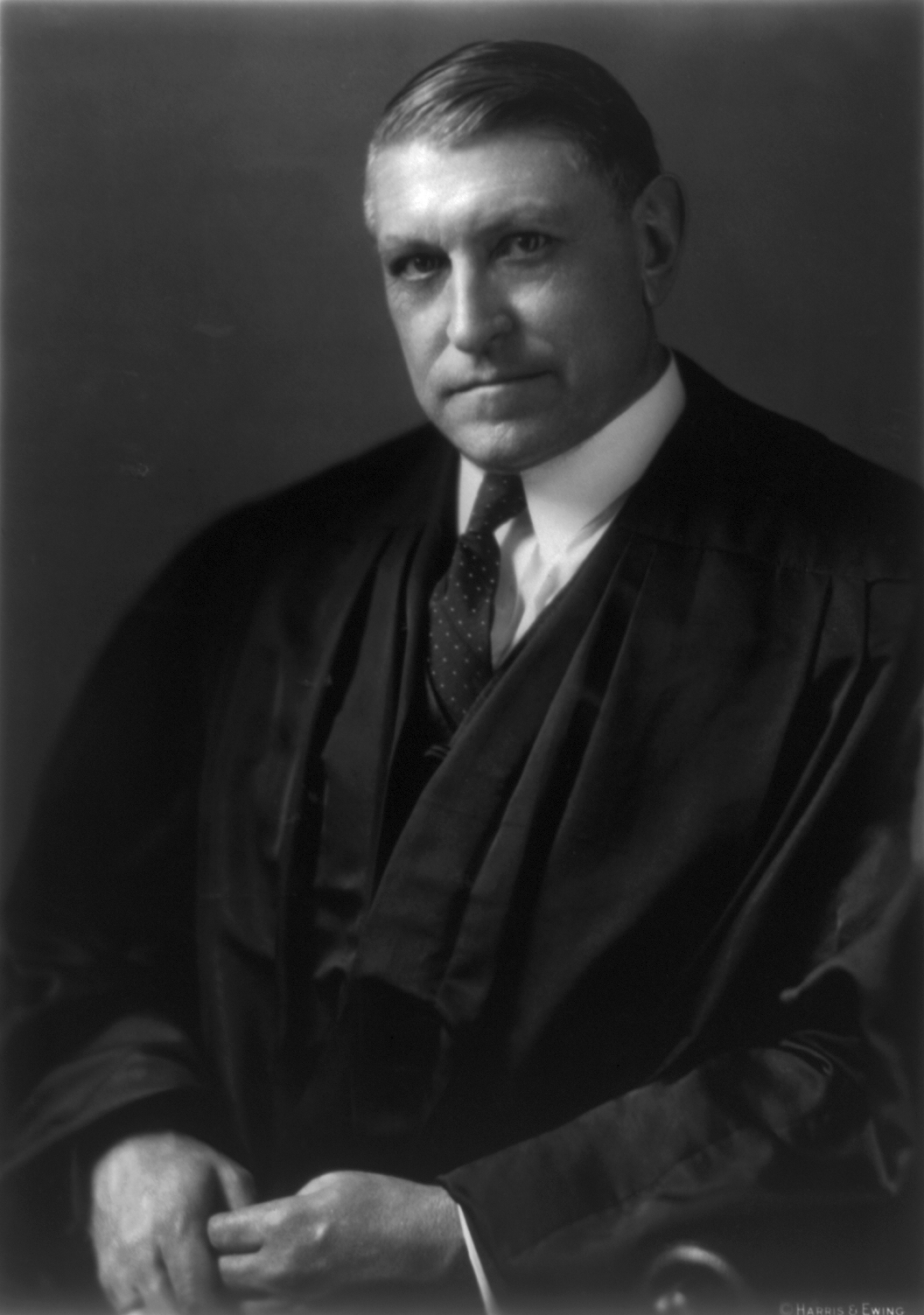
오웬 로버츠

- 오웬 로버츠 연방 대법원 대법관 1930-1945
- 윌리엄 M. 메레디스 미국 재무장관 1849-1850
- 로버트 J. 워커 미국 재무장관 1840-1845
- 제임스 H. 더프 펜실베이니아주 주지사 1947-1951
- 로이드 라운데스 주니어 메릴랜드주 주지사 1896-1900
- 오스카 굿맨 라스베이거스 시장 1999-2011
- 사프라 카츠 오라클 공동사장 2011-

## 주요 간행물
- 펜실베이니아 대학교 로리뷰 (University of Pennsylvania Law Review)[3]

## 관련 문헌
- 미국 로스쿨 유학안내 , A.P.Seoul, 백산출판사, 2000.
- 미국 로스쿨 혼자서 가기(대화로 푸는 로스쿨 진학 안내서), 문봉섭, 서원, 2003.